# Sąd królewski
De sąd królewski was de koninklijke rechtbank in Middeleeuws Polen. De rechtbank bestond uit de rada królewska en de koning zelf, die rechterlijke suprematie genoot in zaken van bijzonder belang. De principes van het onpartijdigheidsbeginsel verbood de koning echter om rechtszaken rondom majesteitsschennis te behandelen.
Dit rechtelijke macht werd in het Pools-Litouwse Gemenebest verdeeld tussen verschillende rechtbanken.